# Лисяча акула великоока
Лисяча акула великоока (Alopias superciliosus) — акула з роду Лисяча акула родини Лисячі акули.

## Опис
Загальна довжина досягає 3-4 м при вазі до 160 кг. Максимальна довжина 4,6 м при вазі 363,8 кг. Голова помірного розміру. Морда конічна. Її відрізняють величезні очі непропорційно великі до голови, що дозволяють розрізняти здобич в темряві глибин. На її щелепах зубів в 2 рази менше, ніж у інших представників свого роду. Має 19-24 рядків у верхній щелепі, на нижній — 20-24. . Грудні плавці відносно великі. Тулуб масивний. Налічує 2 спинних плавця. Перший більше за другий. У неї така ж конструкція хвостового плавця, як і у звичайної лисячої акули — верхня лопать досягає в довжину половини всієї довжини тіла. Анальний плавець маленький.
Забарвлення однакове на спині та череві — темно-синє або синьо-фіолетове.

## Спосіб життя
Є глибоководним різновидом акул-лисиць. Тримається від 150 до 500 м. Переважно зустрічається у відкритому морі. Живиться костистими рибами (скумбрія, хек, путасу, марлін), також кальмарами та крабами.
Статева зрілість настає при розмірах 2,7-3 м. Це яйцеживородна акула. Самиця народжує 2 акуленят завдовжки 100 см.
Тривалість життя сягає 19-20 років. Є доволі небезпечною для людини.

## Розповсюдження
Мешкає у тропічних та субтропічних водах Тихого (від Японії до Нової Зеландії; від Каліфорнії до Галапагоських островів), Атлантичного (від штату Нью-Йорк, США, до південної Бразилії; від Португалії до Анголи, включно із Середземним морем) та Індійського океанів (від південної Африки до Аравійського моря; від Перської затоки до Індонезії).